# Callopistria cornucopiae
Callopistria cornucopiae là một loài bướm đêm trong họ Noctuidae.